# 电磁弹射器

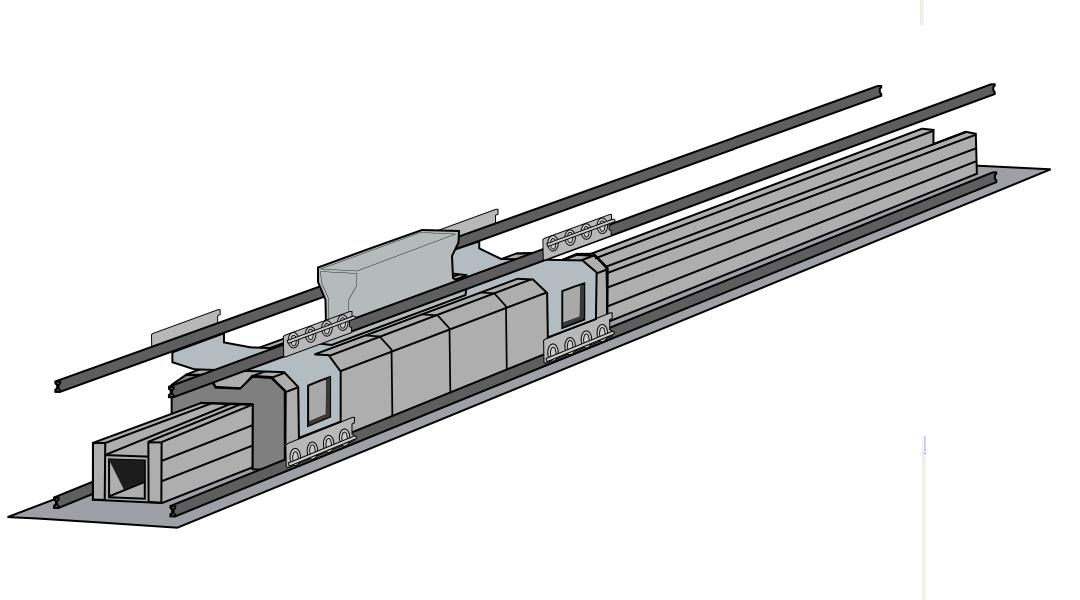
电磁弹射器所使用的直线感应电动机结构草图

电磁弹射器（electromagnetic catapult），是一种飞机弹射器。目前只有美国与中国研制成功，分別搭載在福特級核動力航空母艦和福建号航空母舰上。与磁悬浮列车类似，电磁弹射器使用一台直线电动机作为动力来源，而不是传统的蒸汽弹射器使用的蒸汽活塞。电磁弹射器的优势在于其更安全可靠，因为相较于蒸汽弹射器，其加速过程更均匀，对飞机的结构伤害更小。它的其他优点還有重量轻、造价适中、维护成本较低、可弹射更重的大型飛機、节约淡水、更节能等。

## 设计与发展
美国海军的电磁弹射器由通用原子公司负责研发，2010年底第一次测试成功。2013年5月8日，第一套电磁弹射器被安装在建造中的福特級核動力航空母艦上。

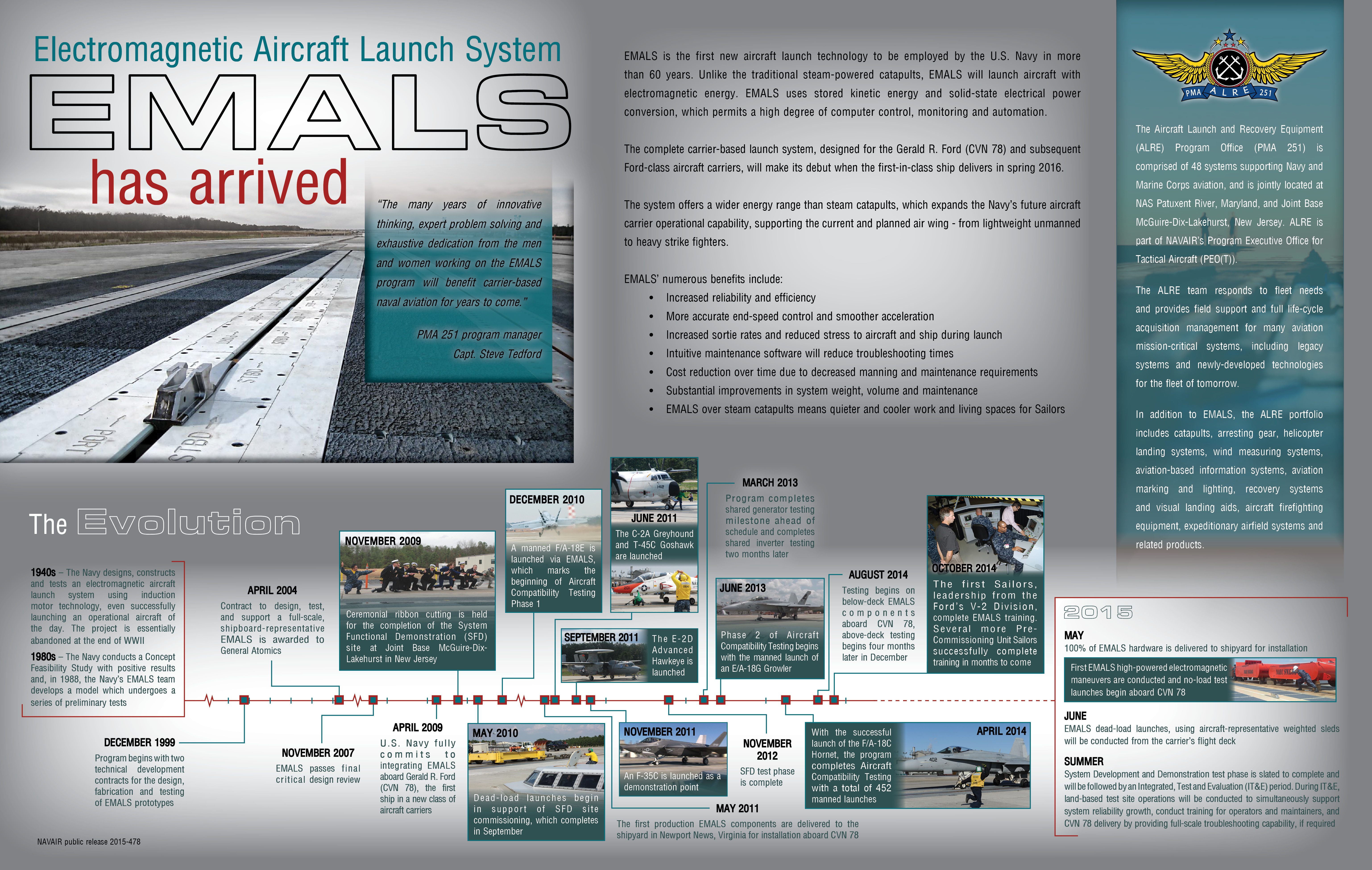
美國電磁彈射方案

### 直线感应电动机
电磁弹射器的主要部件是一套直线感应电动机，利用强大电流通过线圈产生的磁场推动滑块高速前进。电磁弹射器主要以下几个特点：电流通过的线圈包裹着衔铁嵌在弹射轨道的内侧，产生强大的磁场；滑块在强大磁场下高速前进；在滑块滑行的时候，只有滑块周围的线圈通电产生强大的磁场，以保证系统的损耗降到最低；整个系统长约91米（300英尺），能将45吨（100,000磅）的飞机加速到130节（时速240公里）。

### 能量存储系统
弹射器自带的能量存储系统能在几秒内释放出惊人的电能。其能量来源是由核反应堆驱动的四个独立发电机组。發電機組帶動一個由磁浮軸承懸吊的飛輪儲能裝備，轉子轉速6400rpm。每个发电机组透過飛輪的磁力減速效應，能在極短時間內产生超过121兆焦耳 (121 MJ)的能量。这套系统每45秒能够完成一次充电，並可在2到3秒內釋放。即最短弹射间隔为45秒，比传统的蒸汽弹射器速度快。

### 功率转化系统
当系统弹射飞机时，发电机产生的电能通过交交变频电路释放到螺线管。由于交交变频电路的频率可变，船员能够设定不同的能量输出来达到不同的弹射加速度。

### 控制装置
电磁弹射器有一套独立的控制系统。利用霍尔效应，检测系统的运作，精确地控制弹射速度。由于这套系统能让加速度更稳定，使得弹射系统对航母甲板造成的损伤也更小，使用的可靠性更高。

### 项目进展事记

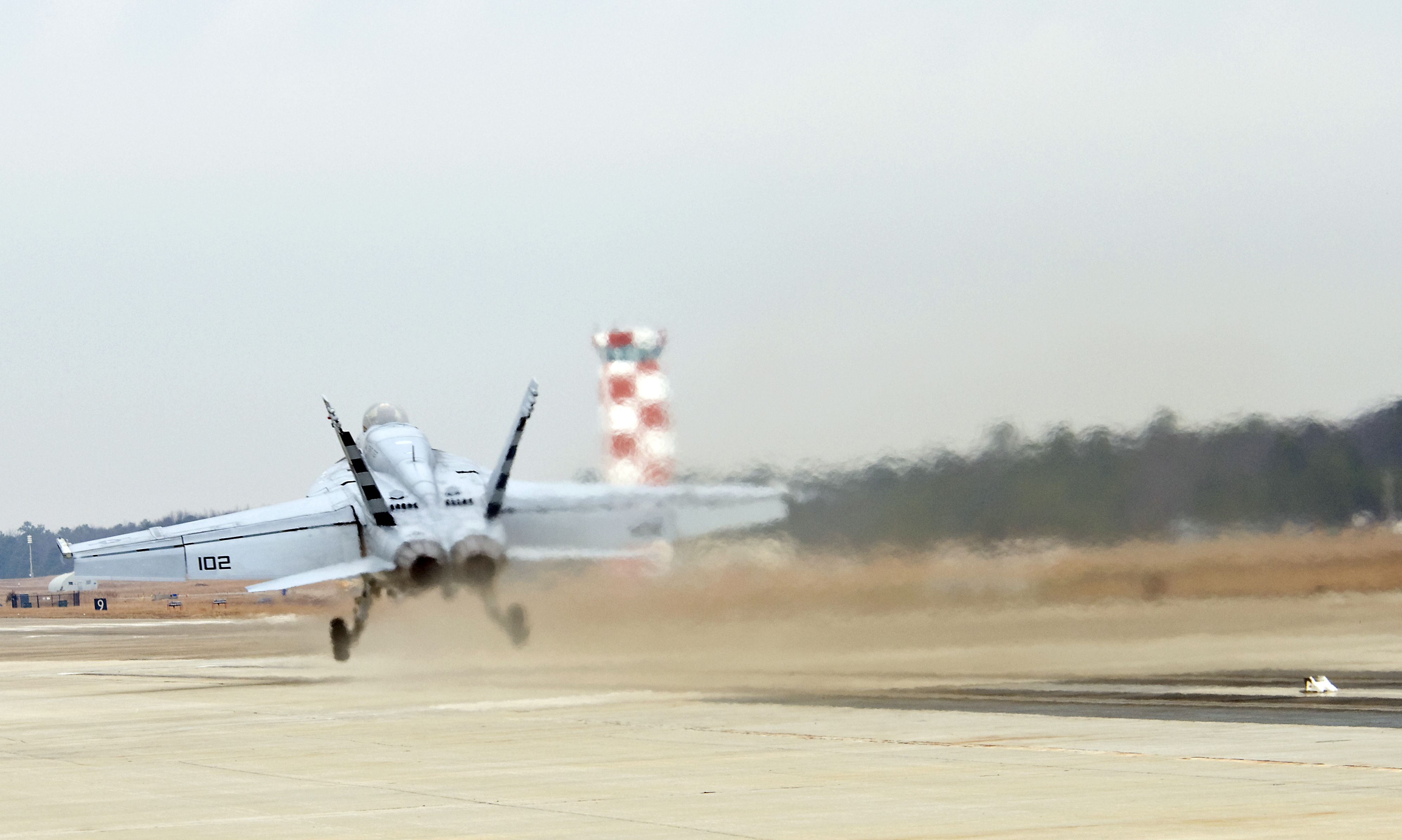
2010年12月18日美国海军在莱克赫斯特海军航空兵工程站成功弹射F/A-18E超級大黃蜂战斗机。

- 2010年6月1-2日 - 在莱克赫斯特海軍航空兵（英语：Commander, Naval Air Forces）工程站成功弹射T-45苍鹰教练机。[4]
- 2010年6月9-10日 - 在莱克赫斯特海軍航空兵（英语：Commander, Naval Air Forces）工程站成功弹射C-2灰狗式运输机。[5]
- 2010年12月18日 - 在莱克赫斯特海軍航空兵（英语：Commander, Naval Air Forces）工程站成功弹射F/A-18E超級大黃蜂战斗机。[6]
- 2011年9月27日 - 在莱克赫斯特海軍航空兵（英语：Commander, Naval Air Forces）工程站成功弹射E-2空中预警机。[7][8]
- 2011年11月18日 - 成功弹射F-35C閃電II型战斗机。[9]
- 2013年5月8日 - 第一套电磁弹射器被安装在建造中的福特級核動力航空母艦上。

## 性能特點
相较于传统的弹射器，电磁弹射器的重量更轻，只有20吨左右。而且占用的空间更小，运作需要的人力也更少，可靠性也更高。一台传统蒸汽弹射器弹射一次，将要消耗614公斤的蒸汽，并且要在航母甲板下安装庞大的机械，气动和液压系统。相对电磁弹射器不消耗蒸汽而使用来自航母产生的电能，在航母上的安装也更为简易。而將大量的水燒開產生蒸氣儲備需要十幾小時，電磁的充能只需要數分鐘，這種緊急應戰能力是最大優勢。
电磁弹射器其加速度可以精确地控制，针对重型的战斗机和小型的无人机可调节不同能量輸出，以适应其不同起飞速度要求。美国的电磁弹射器弹射速度的范围为每秒28至103米，中間為無檔段，但傳統蒸汽結構只有幾個較粗檔段，飛機設計重量只能落在特定幾種重量，過輕或過重都不行。
另外电磁弹射器的最大弹射输出功能够达到122兆焦，而传统的蒸汽弹射器只有95兆焦。相较之下，电磁弹射器的能量输出多出了29%。其次，电磁弹射器能量利用率高达90%。

## 投入使用

### 正在使用國家
美国
美國成為全世界第一個成功研製，並於航母上使用電磁彈射器的國家，它是美國海軍福特級核動力航空母艦設計上最受矚目的亮點。
 中国
中國已成功研制电磁弹射器，已安装在福建号航空母舰和076型两栖攻击舰上。與美國不同，中國採用直流電弹射系統，而美國採用的则是交流電彈射系統。

### 计划使用国家
法國
2021年12月21日，美國批准出售2條電磁飛機發射系統和先進阻攔系統給法國，價值13.21億美元，應用在新世代航空母艦上。
 俄羅斯
在軍隊-2020防務論壇上，俄羅斯首次展出了國產的電磁彈射器模型，模型上還有一架蘇-57隱身戰鬥機。
 印度
印度海军正在考虑引進电磁弹射系统，应用在其第二艘国产航母維沙爾號上。

## 使用的航船

### 已安装的舰船
- 美国
  - 福特級航空母艦
- 中国
  - 福建号航空母舰[14]
  - 076型兩棲攻擊艦（建造中）[18]

### 计划安装的航船
- 中国
  - 004型航空母艦（計劃中）
- 法國
  - 新世代航空母艦（計劃中）
- 俄羅斯
  - 23000E型施托姆級航空母艦（計劃中）
- 印度
  - 維沙爾號航空母艦（計劃中）
- 英国
  - 伊麗莎白女王級航空母艦（計劃改裝）